# فرار (فیلم ۲۰۰۱)
فرار (اسپانیایی: La fuga‎) فیلمی آرژانتینی به کارگردانی ادواردو مینیونیا است که در سال ۲۰۰۱ منتشر شد.

## بازیگران
- ریکاردو دارین
- آلخاندرو آوادا
- نورما آله‌آندرو
- پاتریسیو کونترراس
- میگل آنخل سولا